# Biserica de lemn din Maiad

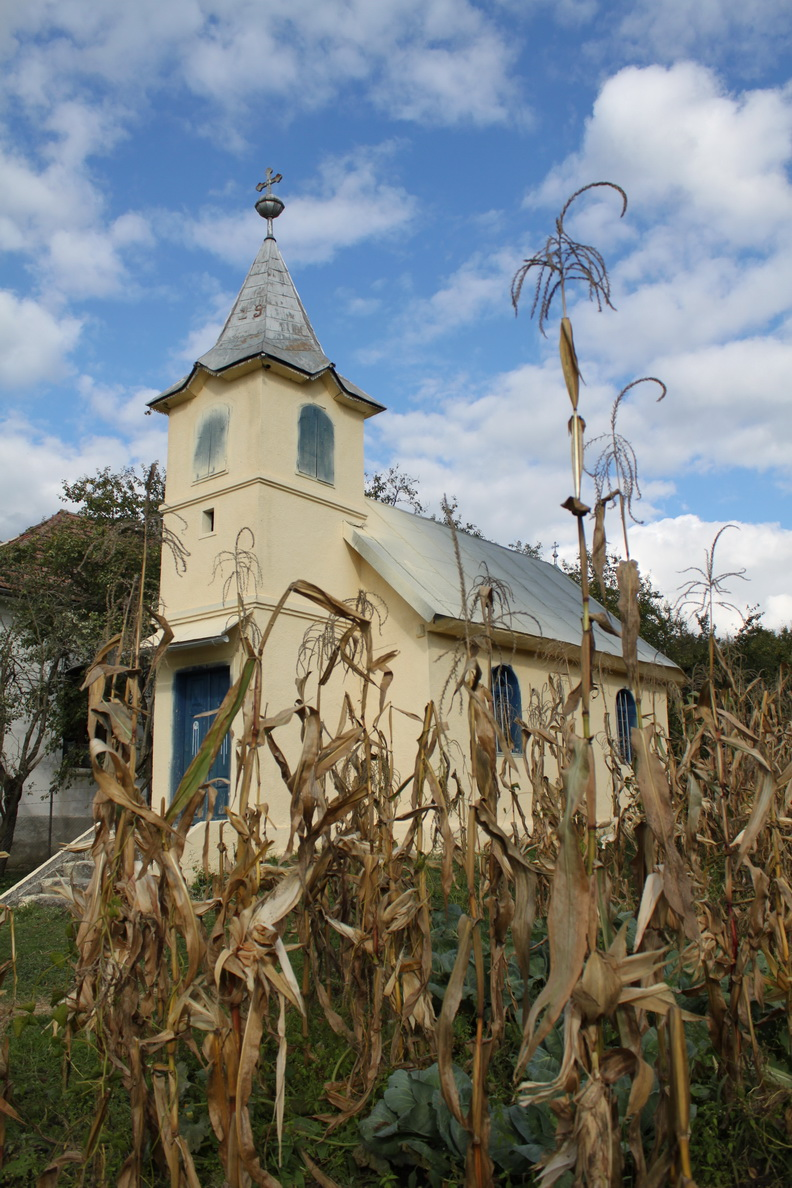
Biserica de lemn din Maiad, judeţul Mureş

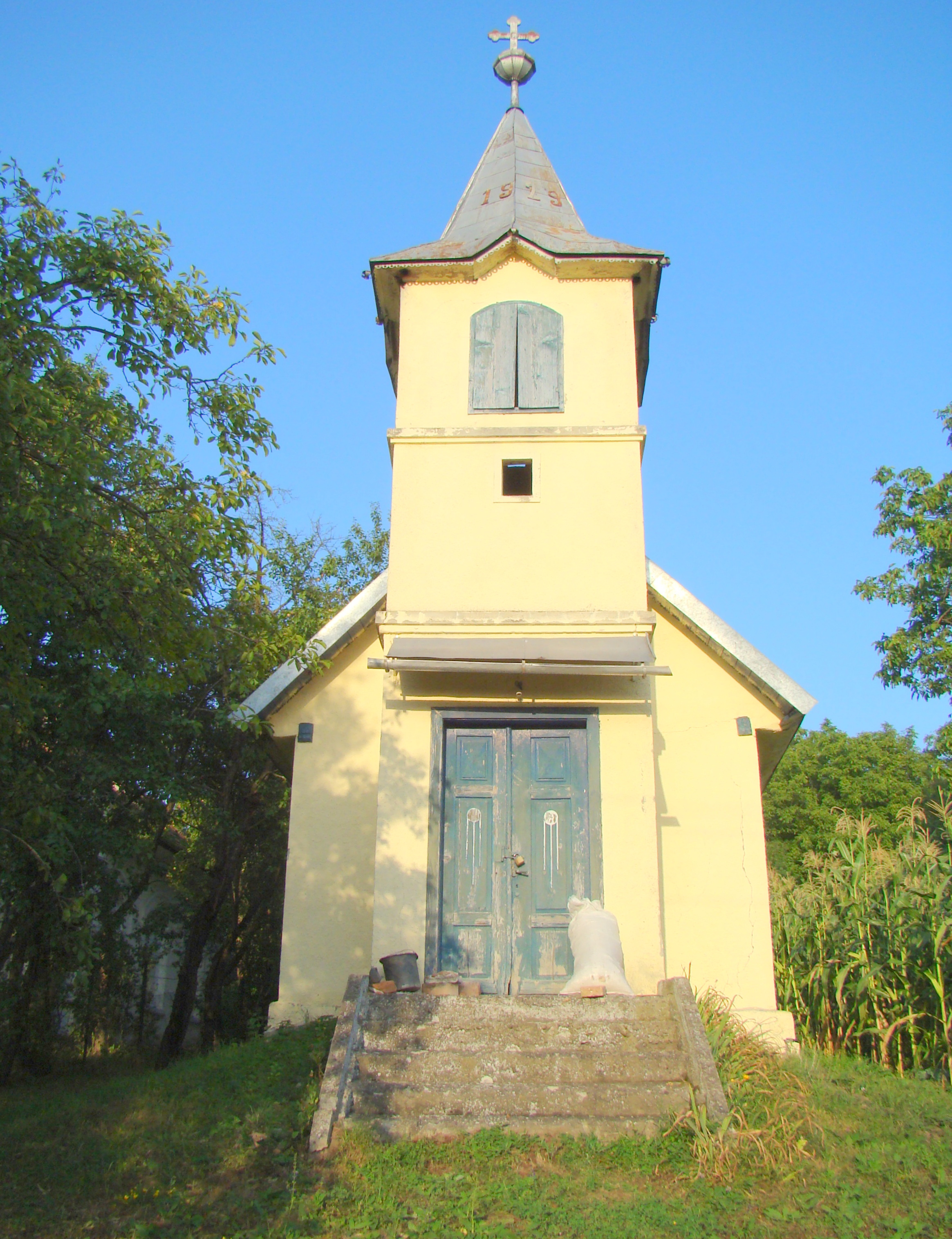
Biserica (vest)

Biserica de lemn din Maiad, comuna Gălești, județul Mureș a fost ridicată în secolul XIX. Are hramul „Sfântul Mare Mucenic Dimitrie”. 

## Istoric
Conform tradiției orale biserica a fost ridicată în anul 1876, pe spesele săteanului Ioan Stroia și a soției sale Iuliana. Conscripția lui Bucow înregistra la Maiad 16 familii românești, dar nu menționa nici un lăcaș de cult. Se pare că edificiul existent este rezultatul refacerii unuia mai vechi. În 1919 biserica a fost strămutată pe deal, iar în 1981 a suferit o reparație radicală.

## Imagini

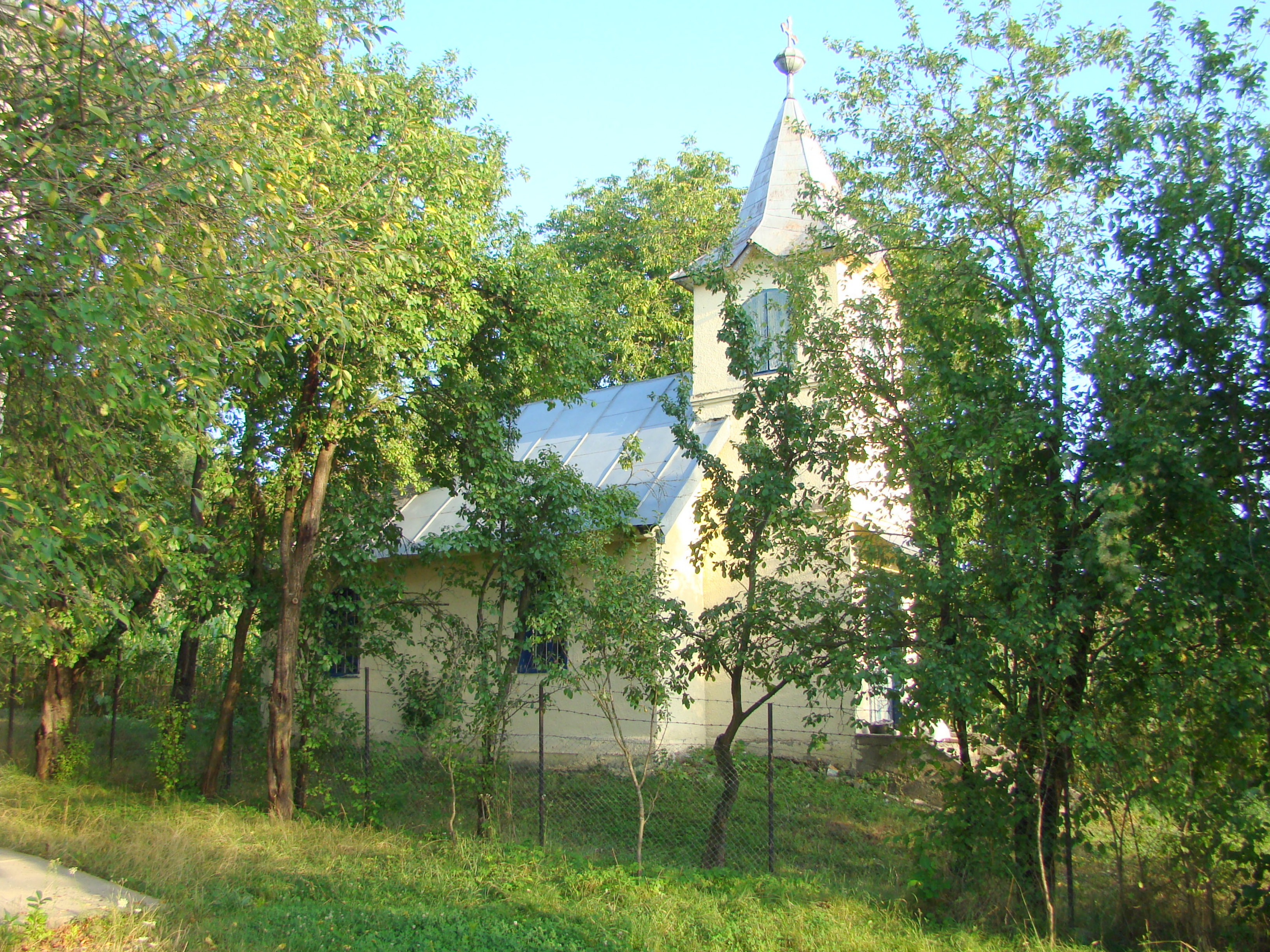
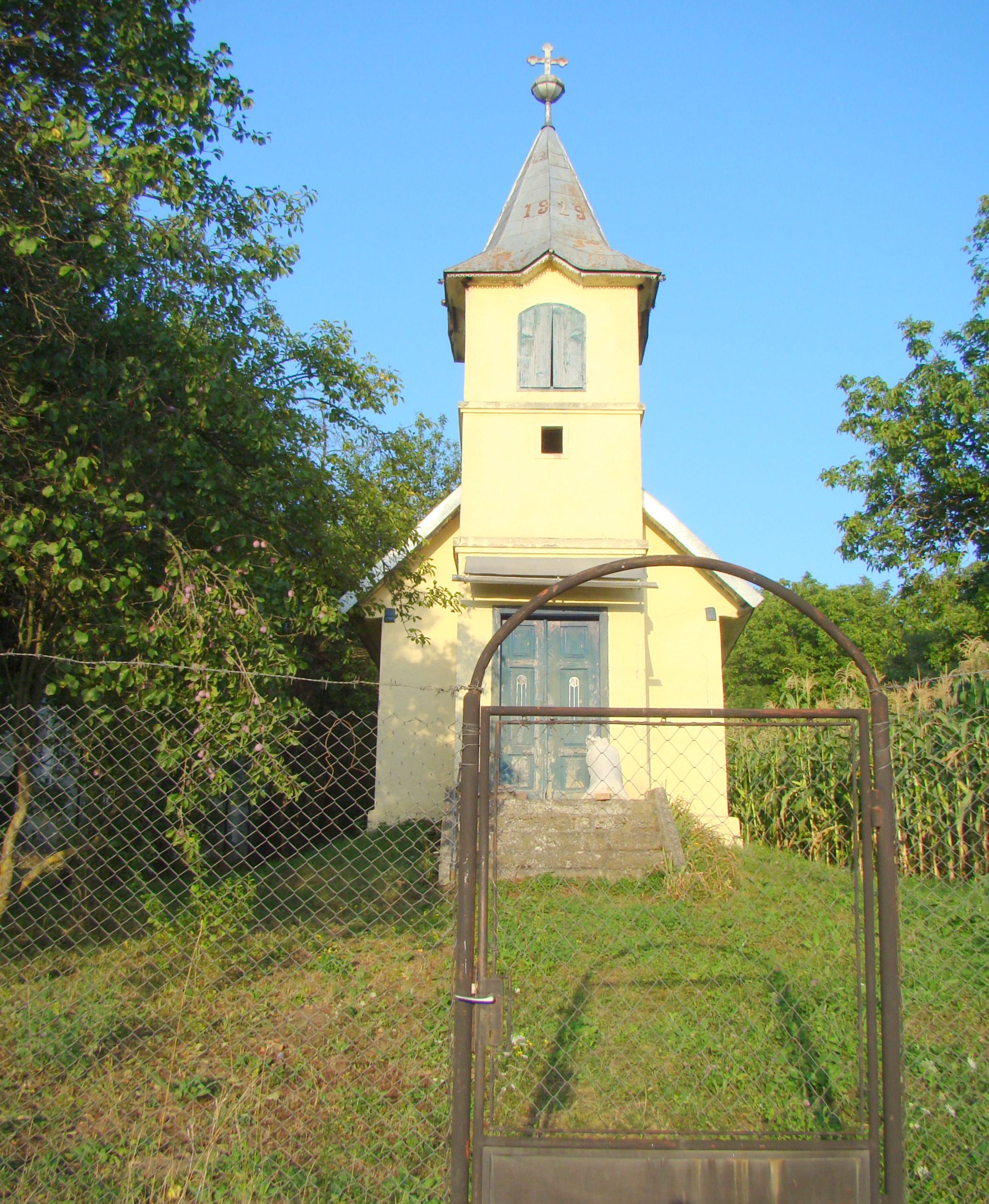